# Yuto Nagatomo
Yuto Nagatomo (長友 佑都 Nagatomo Yūto?, n. 12 septembrie 1986) este un fotbalist japonez care joacă pentru clubul Internazionale Milano din Serie A.

## Titluri

### Japonia
- Cupa Asiei AFC (1): 2011

### Club
F.C. Tokyo
- Cupa J. League (1) : 2009

Inter Milano
- Coppa Italia (1) : 2010–11

## Legături externe
- Yuto Nagatomo pe site-ul FIFA (arhivat)
- Yuto Nagatomo pe site-ul National-Football-Teams.com